# Badminton-Mannschaftseuropameisterschaft 2014 (Damen)
Bei der Badminton-Mannschaftseuropameisterschaft 2014 wurden die europäischen Mannschaftstitelträger bei den Damenteams ermittelt. Die Titelkämpfe fanden vom 11. bis zum 16. Februar 2014 in der St. Jakobshalle Basel statt. Die Meisterschaft war gleichzeitig Qualifikationsturnier für den Uber Cup 2014.

## Aufstellungen
| Nr. | Land        | Aufstellung |
| --- | ----------- | --- |
| 1   | Dänemark    | Mia Blichfeldt, Line Damkjær Kruse, Julie Finne-Ipsen, Maiken Fruergaard, Lena Grebak, Rikke S. Hansen, Maria Helsbøl, Sandra-Maria Jensen, Line Kjærsfeldt, Anna Thea Madsen, Christinna Pedersen, Mette Poulsen, Marie Røpke, Kamilla Rytter Juhl, Sara Thygesen |
| 1   | Tschechien  | Alžběta Bášová, Lucie Černá, Kristína Gavnholt, Šárka Křížková, Hana Milisová, Zuzana Pavelková, Kateřina Tomalová |
| 1   | Türkei      | Cemre Fere, Neslihan Kılıç, Özge Toyran, Ebru Tunalı, Ebru Yazgan |
| 1   | Ungarn      | Daniella Gonda, Laura Sárosi, Réka Sárosi, Mónika Szőke, Orsolya Varga, Eszter Zsolt |
| 2   | Deutschland | Fabienne Deprez, Anika Dörr, Linda Efler, Johanna Goliszewski, Alina Hammes, Luise Heim, Isabel Herttrich, Kira Kattenbeck, Olga Konon, Yvonne Li, Birgit Michels, Carla Nelte, Karin Schnaase                                                                     |
| 2   | Spanien     | Clara Azurmendi, Beatriz Corrales, Carolina Marín, Laura Samaniego |
| 2   | Island      | Sigríður Árnadóttir, Erla Björg Hafsteinsdóttir, Tinna Helgadóttir, Sara Högnadóttir, Rakel Jóhannesdóttir, Margrét Jóhannsdóttir, Snjólaug Jóhannsdóttir |
| 2   | Lettland    | Ieva Eglite, Alesja Hodakovska, Aija Pope, Ieva Pope, Anna Pumpure, Monika Radovska, Jekaterina Romanova, Kristīne Šefere |
| 3   | Bulgarien   | Mila Ivanova, Mariya Mitsova, Petya Nedelcheva, Dimitria Popstoikova, Gabriela Stoeva, Stefani Stoeva, Linda Zechiri |
| 3   | Frankreich  | Lorraine Baumann, Laura Choinet, Audrey Fontaine, Stacey Guérin, Delphine Lansac, Perrine Lebuhanic, Émilie Lefel, Anne Tran, Sashina Vignes Waran, Teshana Vignes Waran                                                                                           |
| 3   | Niederlande | Samantha Barning, Alida Chen, Soraya de Visch Eijbergen, Myke Halkema, Dorien Lups, Gayle Mahulette, Eefje Muskens, Selena Piek, Cheryl Seinen, Iris Tabeling |
| 3   | Irland      | Caroline Black, Sara Boyle, Megan Bredin, Sinead Chambers, Rachael Darragh, Ciara Louise Dwyer, Fiona Glennon, Jennie King, Chloe Magee, Aisling Ryan, Keady Smith, Alannah Stephenson                                                                             |
| 4   | Russland    | Ekaterina Bolotova, Anastasia Chervyakova, Ella Diehl, Evgeniya Dimova, Olga Golovanova, Irina Khlebko, Evgeniya Kosetskaya, Olga Morozova, Natalia Perminova, Nina Vislova                                                                                        |
| 4   | Schottland  | Imogen Bankier, Sarah Bok, Jillie Cooper, Rebekka Findlay, Kirsty Gilmour, Julie MacPherson, Holly Newall, Caitlin Pringle |
| 4   | Schweiz     | Nicole Ankli, Céline Burkart, Marion Gruber, Cendrine Hantz, Ayla Huser, Sabrina Jaquet, Nicole Schaller, Tiffany Zaugg |
| 4   | Belgien     | Steffi Annys, Séverine Corvilain, Marie Demy, Janne Elst, Jelske Snoeck, Lianne Tan, Stephanie van Wel, Flore Vandenhoucke |
| 5   | England     | Gabrielle Adcock, Chloe Birch, Sophie Brown, Nicola Cerfontyne, Fontaine Chapman, Alyssa Lim, Heather Olver, Panuga Riou, Kate Robertshaw, Lauren Smith, Sarah Walker                                                                                              |
| 5   | Ukraine     | Anastasiya Dmytryshyn, Yuliya Kazarinova, Mariya Ulitina, Natalya Voytsekh, Yelyzaveta Zharka |
| 5   | Estland     | Karoliine Hõim, Kristin Kuuba, Kati-Kreet Marran, Helina Rüütel, Sale-Liis Teesalu, Laura Vana |
| 5   | Wales       | Jordan Hart, Bethan Higginson, Vikki Jones, Ellen Mahenthiralingam, Mo Gean Sou, Aimee Moran, Alice Palmer, Sarah Thomas, Carissa Turner |
| 5   | Finnland    | Mathilda Lindholm, Airi Mikkelä, Annmarie Oksa, Sonja Pekkola, Sanni Rautala, Nanna Vainio |

## Gruppe 1
| Platz | Team       | Pld | W | L | MF | MA | MD  | GF | GA | GD  | PF  | PA  | PD   | Pts | Qualifikation |
| ----- | ---------- | --- | - | - | -- | -- | --- | -- | -- | --- | --- | --- | ---- | --- | ------------- |
| 1     | Dänemark   | 3   | 3 | 0 | 15 | 0  | +15 | 28 | 0  | +28 | 584 | 346 | +238 | 3   | Q             |
| 2     | Tschechien | 3   | 2 | 1 | 9  | 6  | +3  | 16 | 15 | +1  | 552 | 512 | +40  | 2   |               |
| 3     | Türkei     | 3   | 1 | 2 | 4  | 11 | −7  | 9  | 20 | −11 | 442 | 569 | −127 | 1   |               |
| 4     | Ungarn     | 3   | 0 | 3 | 2  | 13 | −11 | 8  | 26 | −18 | 523 | 674 | −151 | 0   |               |

## Gruppe 2
| Platz | Team        | Pld | W | L | MF | MA | MD  | GF | GA | GD  | PF  | PA  | PD   | Pts | Qualifikation |
| ----- | ----------- | --- | - | - | -- | -- | --- | -- | -- | --- | --- | --- | ---- | --- | ------------- |
| 1     | Deutschland | 3   | 3 | 0 | 13 | 2  | +11 | 27 | 6  | +21 | 680 | 448 | +232 | 3   | Q             |
| 2     | Spanien     | 3   | 2 | 1 | 10 | 5  | +5  | 22 | 12 | +10 | 665 | 549 | +116 | 2   | Q             |
| 3     | Island      | 3   | 1 | 2 | 6  | 9  | −3  | 12 | 19 | −7  | 481 | 609 | −128 | 1   |               |
| 4     | Lettland    | 3   | 0 | 3 | 1  | 14 | −13 | 4  | 28 | −24 | 439 | 659 | −220 | 0   |               |

## Gruppe 3
| Platz | Team        | Pld | W | L | MF | MA | MD  | GF | GA | GD  | PF  | PA  | PD   | Pts | Qualifikation |
| ----- | ----------- | --- | - | - | -- | -- | --- | -- | -- | --- | --- | --- | ---- | --- | ------------- |
| 1     | Bulgarien   | 3   | 3 | 0 | 13 | 2  | +11 | 27 | 8  | +19 | 720 | 488 | +232 | 3   | Q             |
| 2     | Frankreich  | 3   | 2 | 1 | 9  | 6  | +3  | 20 | 14 | +6  | 638 | 612 | +26  | 2   | Q             |
| 3     | Irland      | 3   | 1 | 2 | 4  | 11 | −7  | 11 | 22 | −11 | 511 | 651 | −140 | 1   |               |
| 4     | Niederlande | 3   | 0 | 3 | 4  | 11 | −7  | 9  | 23 | −14 | 507 | 625 | −118 | 0   |               |

## Gruppe 4
| Platz | Team       | Pld | W | L | MF | MA | MD | GF | GA | GD  | PF  | PA  | PD   | Pts | Qualifikation |
| ----- | ---------- | --- | - | - | -- | -- | -- | -- | -- | --- | --- | --- | ---- | --- | ------------- |
| 1     | Russland   | 3   | 3 | 0 | 12 | 3  | +9 | 25 | 8  | +17 | 655 | 472 | +183 | 3   | Q             |
| 2     | Schweiz    | 3   | 2 | 1 | 7  | 8  | −1 | 17 | 19 | −2  | 639 | 685 | −46  | 2   |               |
| 3     | Schottland | 3   | 1 | 2 | 7  | 8  | −1 | 15 | 16 | −1  | 529 | 567 | −38  | 1   |               |
| 4     | Belgien    | 3   | 0 | 3 | 4  | 11 | −7 | 10 | 24 | −14 | 575 | 674 | −99  | 0   |               |

## Gruppe 5
| Platz | Team     | Pld | W | L | MF | MA | MD  | GF | GA | GD  | PF  | PA  | PD   | Pts | Qualifikation |
| ----- | -------- | --- | - | - | -- | -- | --- | -- | -- | --- | --- | --- | ---- | --- | ------------- |
| 1     | England  | 4   | 4 | 0 | 20 | 0  | +20 | 40 | 3  | +37 | 884 | 628 | +256 | 4   | Q             |
| 2     | Ukraine  | 4   | 3 | 1 | 15 | 5  | +10 | 32 | 16 | +16 | 942 | 807 | +135 | 3   | Q             |
| 3     | Estland  | 4   | 2 | 2 | 6  | 14 | −8  | 16 | 33 | −17 | 842 | 928 | −86  | 2   |               |
| 4     | Wales    | 4   | 1 | 3 | 5  | 15 | −10 | 14 | 32 | −18 | 756 | 903 | −147 | 1   |               |
| 5     | Finnland | 4   | 0 | 4 | 4  | 16 | −12 | 15 | 33 | −18 | 784 | 942 | −158 | 0   |               |